# Cipe Pineles
Cipe Pineles (* 23. Juni 1908 in Wien; † 3. Juni 1991 in Suffern, New York) war eine US-amerikanische Grafikdesignerin, Kunsterzieherin und eine der ersten weiblichen Artdirektoren verschiedener großer Magazine wie Vogue, Vanity Fair oder Glamour.

## Leben
Pineles emigrierte mit ihrer Mutter im Alter von 13 Jahren in die Vereinigten Staaten und besuchte in Brooklyn die Bay Ridge High School. 1927 bis 1931 studierte sie mit einem Stipendium der Tiffany Foundation am Pratt Institute und setzte 1930 bei der Louis Comfort Tiffany Foundation ihre Ausbildung fort. Bereits 1929 unterrichtete sie in New Jersey an der Newark Public School für bildende und industrielle Kunst und bis in die 1950er Jahre unterrichtete sie in dem Erholungsgebiet Green Mansions in Adironsacks. Von 1932 bis 1938 arbeitete sie für Vogue in New York und London und 1945 bis 1946 bei Overseas Woman in Paris. 1942 wurde sie Art Director von Glamour, danach wurde sie 1947 bis 1950 Art Director bei Seventeen, dann bis 1959 bei Charm und wechselte 1961 als Art Director von Mademoiselle nach New York. Von 1961 bis 1972 arbeitete sie als Grafikdesignerin für das Lincoln Center für darstellende Kunst in New York und beaufsichtigte die Erstellung von Branding- und Marketingmaterialien für diese Kunstinstitution. Während ihrer Zeit bei Seventeen beauftragte sie Künstler wie Ad Reinhardt und Andy Warhol Artikel zu illustrieren. 1963 trat sie der Fakultät der Parsons School of Design bei und war auch deren Leiterin des Publikationsdesigns. 1977 war sie Andrew Mellon-Professor an der Cooper Union für die Förderung von Wissenschaft und Kunst und 1978 im Gastkomitee der Harvard Graduate School of Design. 1943 wurde sie das erste weibliche Mitglied des Art Directors Club und 1975 in den Art Directors Club Hall of Fame aufgenommen. Sie war zwanzig Jahre bis 1959 mit dem Designer William Golden und von 1961 bis 1972 mit Will Burtin verheiratet, dessen Tochter Carol Burtin Fripp sie adoptierte.

## Auszeichnungen
- 1984 Herb Lubalin Award
- 1996 AIGA Medal